# Jan Mydlář
Jan Mydlář (deutsch Johann Seifenmacher), (* 1572; † 15. März 1664 in Prag) war ein Henker in Prag im 17. Jahrhundert. Er ist nach dem Ständeaufstand bekannt geworden durch seine Hinrichtung an böhmischen Adeligen im Jahre 1621.

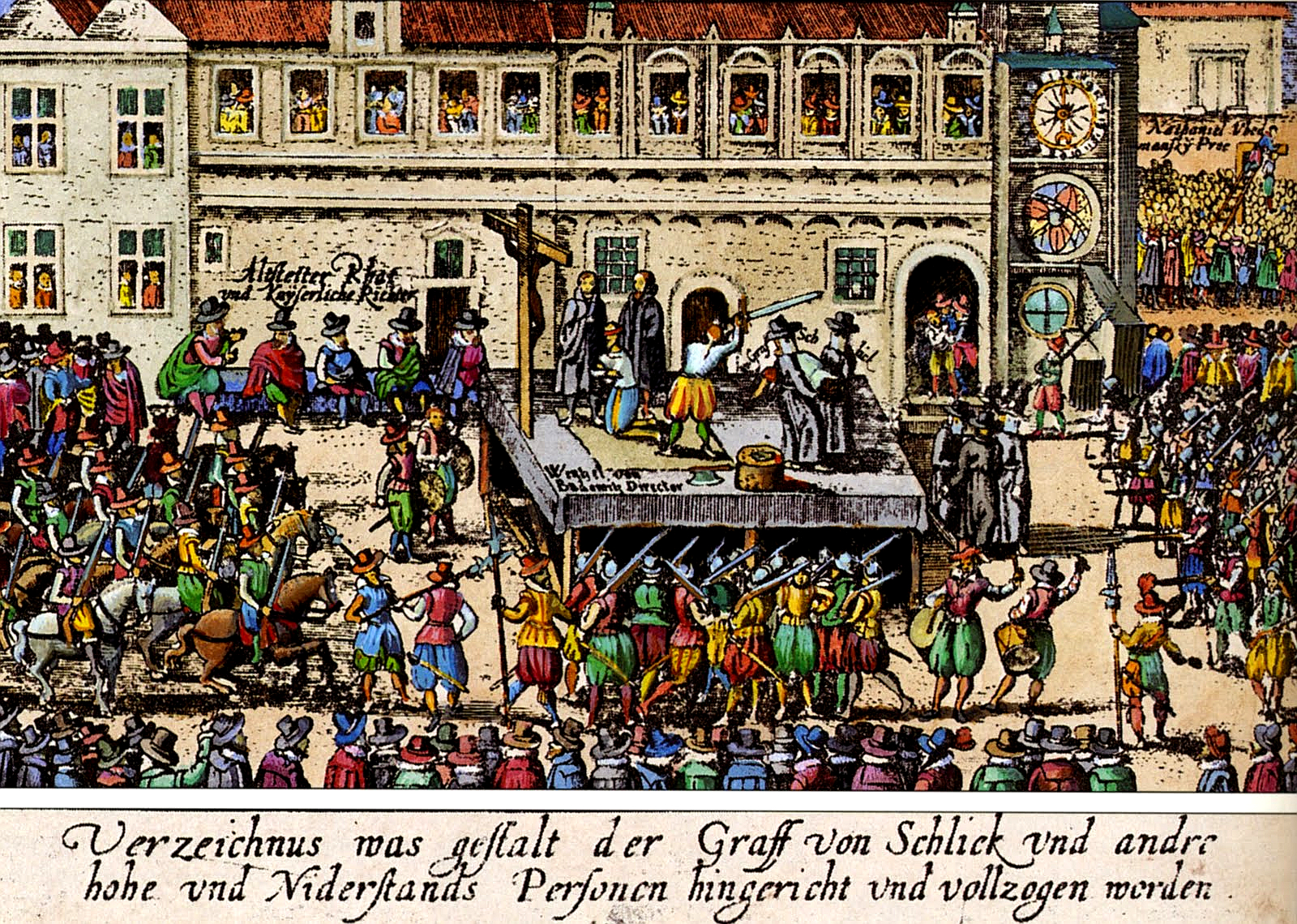
Die Hinrichtung der böhmischen Rebellen auf einem zeitgenössischen Flugblatt.

Die hingerichteten Männer waren, bis auf einen Katholiken, alle Protestanten. Sie hatten sich zu einem Aufstand gegen den Habsburger Matthias zusammengeschlossen. Am 21. Juni 1621 wurden auf dem Altstädter Ring zwischen 5 und 9 Uhr morgens 27 Männer hingerichtet. Dabei wurden 24 von ihnen geköpft und 3 wurden gehängt. Jan Mydlář, der selbst dem utraquistischen Glauben anhing, benötigte für die Hinrichtungen vier Stunden und vier Schwerter. Er berechnete für sich und seine Helfer eine Summe von 584 Schock Meißner Groschen. Der königliche Statthalter Karl von Lichtenstein zahlte ihm sogar 634 Schock aus, etwa den Gegenwert eines Bürgerhauses.
Die Köpfe von zwölf Hingerichteten und die rechte Hand (Schwurhand) des Grafen Joachim Andreas von Schlick, eines der wichtigsten Führer des Aufstandes, wurden an den Altstädter Turm der Karlsbrücke genagelt, wo sie zur Abschreckung zehn Jahre lang blieben. Die Hinrichtungen waren beispiellos, nicht nur wegen der großen Anzahl, sondern weil die Verurteilten von hohem gesellschaftlichen Ansehen aus der böhmischen Gesellschaft waren. Unter den Hingerichteten befanden sich Christoph Harant von Polschitz und Weseritz, Kaspar Cappleri de Sulewicz und Jan Jessenius. Nach den Hinrichtungen folgten Repressalien gegen Protestanten in Böhmen.
Mydlář ist eine Hauptfigur in einem Roman von Josef Svátek. In dieser Geschichte wurde der junge Mydlář Scharfrichter aufgrund einer unglücklichen Liebe, kurz vor dem Abschluss eines medizinischen Studiums.